# Реслманія XIV
«Реслманія» (англ. «WrestleMania», в хронології відома як «Реслманія XIV») була чотирнадцятою Реслманією в історії. Шоу проходило 29 березня 1998 року у Бостоні в Ті-Ді-Гарден.
Ця Реслманія знаменувалася першим чемпіонством Стіва Остіна. Його перемога в Головній події над Шоном Майклзом (який виступав незважаючи на свою стару травму), вважається офіційним початком «Ери Відносин»(англ. « The Attitude Era»).
Шоу коментували Вінс Макмегон, Джим Росс і Джеррі «Король» Лоулер.
Кріс Воррен виконав перед шоу «America the Beautiful».
У числі знаменитостей на цій Реслманії були  Піт Роуз, Кріс Воррен, Майк Тайсон, Дженніфер Флауерс,  Вінні Паз і Марвін Хаглер.
Рок вперше сказав свою знамениту фразу «Smell what the Rock is cookin?» В інтерв'ю Дженніфер Флауерс на цьому шоу. Він подивився на Дженніфер і сказав «If you smell what I'm cooking.»